# Aphantophryne sabini
Aphantophryne sabini é uma espécie de anfíbio da família Microhylidae.
É endémica da Papua-Nova Guiné.
Os seus habitats naturais são: regiões subtropicais ou tropicais húmidas de alta altitude e campos de altitude subtropicais ou tropicais.